# Rebouças
Rebouças è un comune del Brasile nello Stato del Paraná, parte della mesoregione del Sudeste Paranaense e della microregione di Irati.